# The Weatherman
The Weatherman — серия комиксов, которую в 2018—2020 годах издавала американская компания Image Comics.

## Синопсис
Главным героем серии является метеоролог Натан Брайт. У него была хорошая жизнь на терраформированном Марсе. Однако он это теряет, когда его обвиняют в теракте, уничтожившем почти всё население Земли.

## Отзывы
На сайте Comic Book Roundup серия имеет оценку 9,1 из 10 на основе 91 рецензии. Джошуа Дэвисон из Bleeding Cool, обозревая дебютный выпуск, похвалил художников и написал, что «в целом The Weatherman #1 — отличный комикс». Алекс Макдональд из AIPT поставил первому выпуску 8 баллов из 10 и посчитал, что «[читателям] стоит взять эту серию на заметку». Пол Дисальво из Comic Book Resources среди достоинств комикса выделил главного героя и сеттинг.